# Boulogne-Billancourt
Boulogne-Billancourt  (pronunciación en francés: /bulɔɲ bijɑ̃kuʁ/) es una localidad y comuna (municipio) de Francia, en la región de Isla de Francia (Île-de-France), departamento de Altos del Sena (Hauts-de-Seine), capital del distrito de su nombre. Es el chef-lieu de tres cantones: Boulogne-Billancourt-Nord-Est, Boulogne-Billancourt-Nord-Ouest y Boulogne-Billancourt-Sud.
Está integrada en la Communauté d’agglomération Grand-Paris-Seine-Ouest que es el fruto de la fusión de la Communauté d'agglomération Val de Seine y la Communauté d'agglomération Arc de Seine. Está ubicada al suroeste de la ciudad de París, ciudad con la que limita al norte a través del Bosque de Boulogne y al este con el distrito 16.
Hasta 1924 se denominaba Boulogne-sur-Seine; en ese momento cambió el nombre para  reflejar la pujanza del barrio de Billancourt, que había absorbido en 1860. El nombre de Boulogne se debe a Notre-Dame de Boulogne la Petite, la iglesia que hizo construir Felipe IV en honor de la virgen del santuario de Boulogne-sur-Mer durante el siglo XIV; la localidad se llamaba entonces Menuls-lès-Saint-Cloud y era un pequeño pueblo.
Con una población de más de 120 000 habitantes, Boulogne-Billancourt es la ciudad más poblada del departamento y de la totalidad de Ile-de-France, exceptuando al propio París. Es un centro económico importante, hogar de miles de empresas; es el segundo centro regional para la actividad empresarial, a bastante distancia de París. Su renta per cápita es la segunda más alta de Île-de-France y de Francia (tras la cercana Neuilly-sur-Seine). Tiene una vivienda de marcada heterogeneidad, que van desde los elegantes edificios de estilo Haussmann, en el norte, a la vivienda más moderna construida en la antigua zona industrial de Billancourt, al sur.
Culturalmente, la edad de oro de Boulogne-Billancourt fue, sin duda, el período de entreguerras de los años treinta, entonces poseía uno de los patrimonios arquitectónicos más importante de Francia. Durante la primera mitad del siglo XX se convertirá también en la ciudad de cine, y en un importante polo industrial donde se fabricaban motores de avión y se alojaba también la fábrica de automóviles más importante de la compañía Renault, dicha fábrica cerró en 1992 y fue casi completamente demolida en 2000, siendo -objeto de numerosos debates y proyectos de reurbanización.
Actualmente aloja la sede social de algunas grandes empresas francesas entre las que destacan, entre otras, además de la de la Renault, la del Grupo Carrefour (comercio), la de La Française des Jeux (el monopolio estatal de lotería), la Vallourec (conglomerado siderúrgico), la de Cegedim (salud), la de Neuf Cegetel (telecomunicaciones), la del Grupo Boursorama (banca, propietarios en España de Self Bank), la de Yoplait (lácteos) y una parte importante de las principales empresas del grupo Bouygues: en concreto sus divisiones inmobiliaria, de telecomunicaciones y de televisión TF1.
En la ciudad está ubicado el Hospital Ambroise Paré.

## Geografía

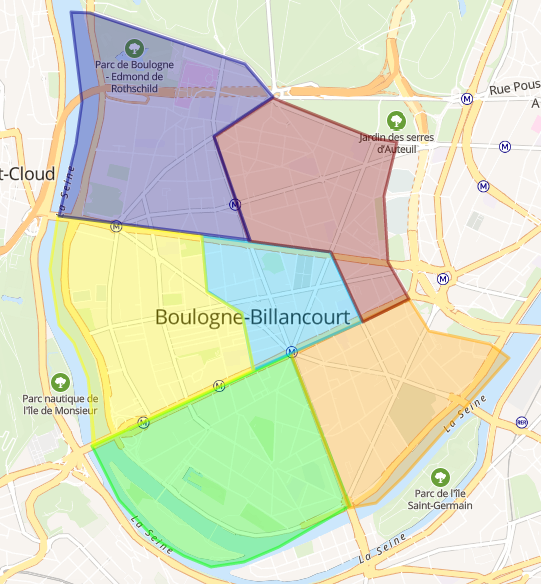
Barrios de Boulogne-Billancourt
Parchamp - Albert Kahn
Les Princes - Marmottan
Silly - Galliény
Centre-Ville
Billancourt - Rives de Seine
République - Point du Jour

Boulogne-Billancourt es una comuna situada al oeste de París. Limita al sur y al oeste por un meandro del Sena, al este por el distrito 16 de París y al norte por el Bois de Boulogne (que forma parte de París). Su ubicación en el trayecto entre el palacio del Louvre y el de Versalles está en el origen de su desarrollo. Hoy en día, continúa su desarrollo gracias a su posición intermedia en el eje norte-sur entre los polos económicos de La Défense y Vélizy-Villacoublay.
Al suroeste de la ciudad, se encuentra la isla de Seguin, antigua sede histórica de Renault y símbolo del pasado industrial de Boulogne. El municipio cuenta además con 33,44 ha de espacio verde, de las cuales casi la mitad pertenecen al parque Edmond-de-Rothschild (15 ha), ubicado en el noroeste de la comuna.
En 1860, la ciudad de París absorbió el territorio de las antiguas comunas que estaban dentro de las fortificaciones de Thiers. La parte de las antiguas comunas de Auteuil y Passy situada fuera de la línea de defensa fue asignada entonces a Boulogne-Billancourt en compensación por la pérdida de la mayor parte de Longchamp, expropiada para hacer un hipódromo y unida al Bosque de Boulogne.

### Comunas limítrofes
| Noroeste: Saint-Cloud | Norte: París (Bosque de Boulogne) | Noreste: París (Distrito XVI, Auteuil y Passy) |
| Oeste: Saint-Cloud    |                                   | Este: París (Distrito XV, Grenelle)            |
| Suroeste Sèvres       | Sur: Meudon                       | Sureste: Issy-les-Moulineaux                   |

### Geología y relieve
La superficie del municipio es de 617 ha; la altitud sobre el nivel del mar varía entre 28 y 40 m.
Boulogne-Billancourt se caracteriza por la presencia de una llanura baja rodeada por el Sena. El suelo se compone de arena, aluvión y grava, por lo que no es apto para el cultivo, la presencia de aguas profundas permitía cavar pozos. Su escasa altitud ha expuesto a esta zona a importantes inundaciones, como la de 1910.

### Clima
Al igual que el de París y los departamentos de la "pequeña corona", el clima de Boulogne-Billancourt es de tipo oceánico semicontinental (también denominado «clima de transición») al encontrarse alejada de la costa. La estación meteorológica de referencia más utilizada para Boulogne-Billancourt es la de París-Montsouris, situada relativamente cerca, al sur de París. 
Las temperaturas son algo inferiores a las de París, el frío es bastante intenso entre diciembre y febrero. Las precipitaciones son algo abundantes aunque no excesivas sumando 641,6 mm anuales; mayo destaca por ser su mes más lluvioso. Las temperaturas máximas medias son suaves y se alcanzan en los meses de verano.
| Mes                              | Ene  | Feb  | Mar  | Abr  | May  | Jun  | Jul  | Ago  | Sep  | Oct  | Nov  | Dic  | Año   |
| -------------------------------- | ---- | ---- | ---- | ---- | ---- | ---- | ---- | ---- | ---- | ---- | ---- | ---- | ----- |
| Temperatura mínima mensual (°C)  | 2,0  | 2,6  | 4,5  | 6,7  | 10,1 | 13,2 | 15,2 | 14,8 | 12,6 | 9,4  | 5,2  | 2,9  | 8,3   |
| Temperatura media mensual (°C)   | 4,2  | 5,3  | 7,8  | 10,6 | 14,3 | 17,4 | 19,6 | 19,2 | 16,7 | 12,7 | 7,7  | 5,0  | 11,7  |
| Temperatura máxima mensual (°C)  | 6,3  | 7,9  | 11,0 | 14,5 | 18,4 | 21,6 | 23,9 | 23,6 | 20,8 | 16,0 | 10,1 | 7,0  | 15,1  |
| Precipitación media mensual (mm) | 55.0 | 45.4 | 52.2 | 49.5 | 62.0 | 53.2 | 58.3 | 46.0 | 52.9 | 54.9 | 57.0 | 55.1 | 641.6 |

### Transporte y comunicaciones
En el centro de la ciudad los lugares mejor conectados por los medios de transporte son la plaza Marcel-Sembat y el ayuntamiento. En sus zonas más exteriores destacan Pont de Billancourt al sur, Pont de Sèvres y Pont de Saint-Cloud al oeste, el cruce de los Anciens-Combattants (Porte de Boulogne) Norte y la Porte de Saint-Cloud al este. 
La ciudad está conectada con París mediante dos líneas de París Métro:
- Línea 9 (estaciones Marcel Sembat, Billancourt y Pont de Sèvres)
- Línea 10 (estaciones Boulogne - Pont de Saint-Cloud y Boulogne - Jean Jaurès).

Además, está conectada a la ciudad de París y sus alrededores por 20 líneas de autobús de la empresa de transporte público RATP y por 10 de otras compañías. En concreto posee los siguientes servicios:
- líneas 52, 72, 123, 126, 160, 169, 171, 175, 179, 189, 241, 289, 291, 389, 426, 467 y de la red de bus SUBB RATP;
- líneas 40 y 42 de la red de autobuses Phébus;
- líneas 15 y 17 de la empresa de transporte Hourtoule;
- línea 460 de la planta de Transdev en Nanterre;
- línea 39.34 de la empresa de transporte SAVAC;
- líneas N12, N61 y N145.

Entre sus carreteras destacan, al norte, la autopista A13, que conduce a Normandía y la carretera nacional a los muelles, que une la carretera Georges-Pompidou desde el sur a la N 118 hasta el puente De Sèvres.
En las instalaciones portuarias fluviales de Boulogne se cambian alrededor de tres millones de toneladas de mercancías cada año, equivalentes a 150 000 camiones. El puerto de los Estudios, en el embarcadero de Point-du-Jour, sirve como muelle para cruceros nocturnos. En el puerto de Boulogne, en el embarcadero de Alphonse le Gallo, aguas abajo del puente de Sevres, se alberga un centro de deportes náuticos.

## Historia de Boulogne-Billancourt
A principios del siglo XIV, era un pequeño pueblo dedicado a la viticultura que se había constituido sobre una antigua aldea maderera y que recibía el nombre de Mesnuls-lès-Saint-Cloud. Estaba en una zona de paso utilizada por los peregrinos que iban a visitar el Mont Valérien, poseía en sus proximidades el viejo puente de madera de Saint-Cloud, que databa del año 841. En 1330 el rey Felipe IV de Francia había hecho construir, sobre un terreno cedido por la abadesa de Montmartre, una iglesia dedicada a la virgen de Boulogne-sur-Mer, que por entonces era un importante lugar de peregrinación, dicha iglesia se denominó Notre-Dame de Boulogne la Petite. A consecuencia de ello el pueblo se constituye por primera vez como parroquia independiente y pasa a denominarse paulatinamente Boulogne-la-Petite, el territorio había estado controlado por la abadía de Montmartre desde 1134.
A partir de 1528 Boulogne prospera gracias a la construcción del castillo de Madrid (entonces llamado de Boulogne) por orden de Francisco I y su posterior influencia; se produce además hacia 1548 la reactivación de la zona como centro de producción maderera a iniciativa del rey Enrique II.
Durante los años 1660, Luis XIV crea una carretera asfaltada, que es la actual avenida Jean Baptiste Clément. Boulogne se convierte en un punto de parada para los cortesanos de Saint-Cloud y Versalles, localidades que se conectan alrededor de 1685 a través de otra nueva carretera, la actual Rue du Vieux Pont de Sèvres, y un nuevo puente. La localidad se convierte en un satélite de Versalles que se beneficia del tránsito de personas producido por las "vacaciones perpetuas" la Corte entre Rambouillet y Marly, lugares de placer del Rey. La pequeña parroquia crece a lo largo de la primera calle, y su población alcanza en 1717 los 1200 habitantes, cifra que se triplicará en las fechas previas a la revolución.

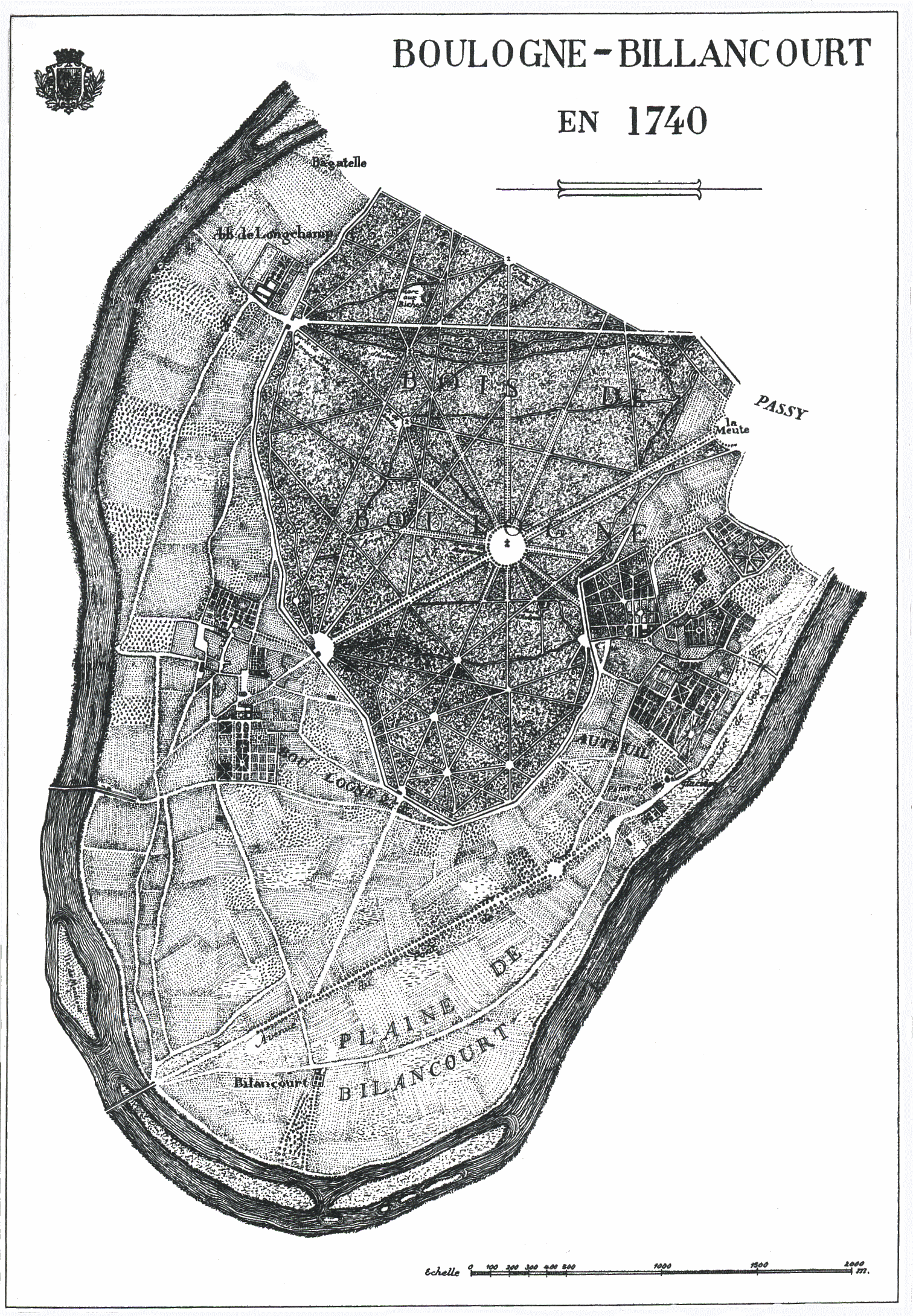
Plano de Boulogne-la-Petite y Billancourt de 1740

Tras la creación del municipio en 1790, el pueblo creció de la orilla derecha del Sena propiedad Saint Cloud y adoptó el nombre de Boulogne-sur-Seine. Por entonces seguía siendo una localidad de tamaño relativamente pequeño pero ya superaba en tamaño a localidades que antaño habían sido mucho más importantes, como Saint Cloud o Meudon, que hoy son comunas, también bastante pobladas, del Distrito de Boulogne-Billancourt.
En 1815, Boulogne queda implicada en la batalla de Rocquencourt y su bosque es arrasado.

París y los departamentos del anillo interior, Boulogne-Billancourt, señalado en rojo linda al oeste con la capital de Francia; el Bosque de Boulogne, en verde, pertenece actualmente a la ciudad de París

Su configuración actual es resultado de la reordenación territorial de París y sus alrededores de 1860; en 1924 se cambió el nombre de la comuna a Boulogne-Billancourt, reflejando la fusión que se había producido con el territorio de Billancourt, escindido en 1860 de Auteuil y anexionado a Boulogne. Por su parte París incorporaba las vecinas localidades de Passy, Chaillot y la parte principal de Auteuil, y también el Bosque de Boulogne, que pese a su nombre, pertenece en realidad, desde entonces, a la ciudad de París.

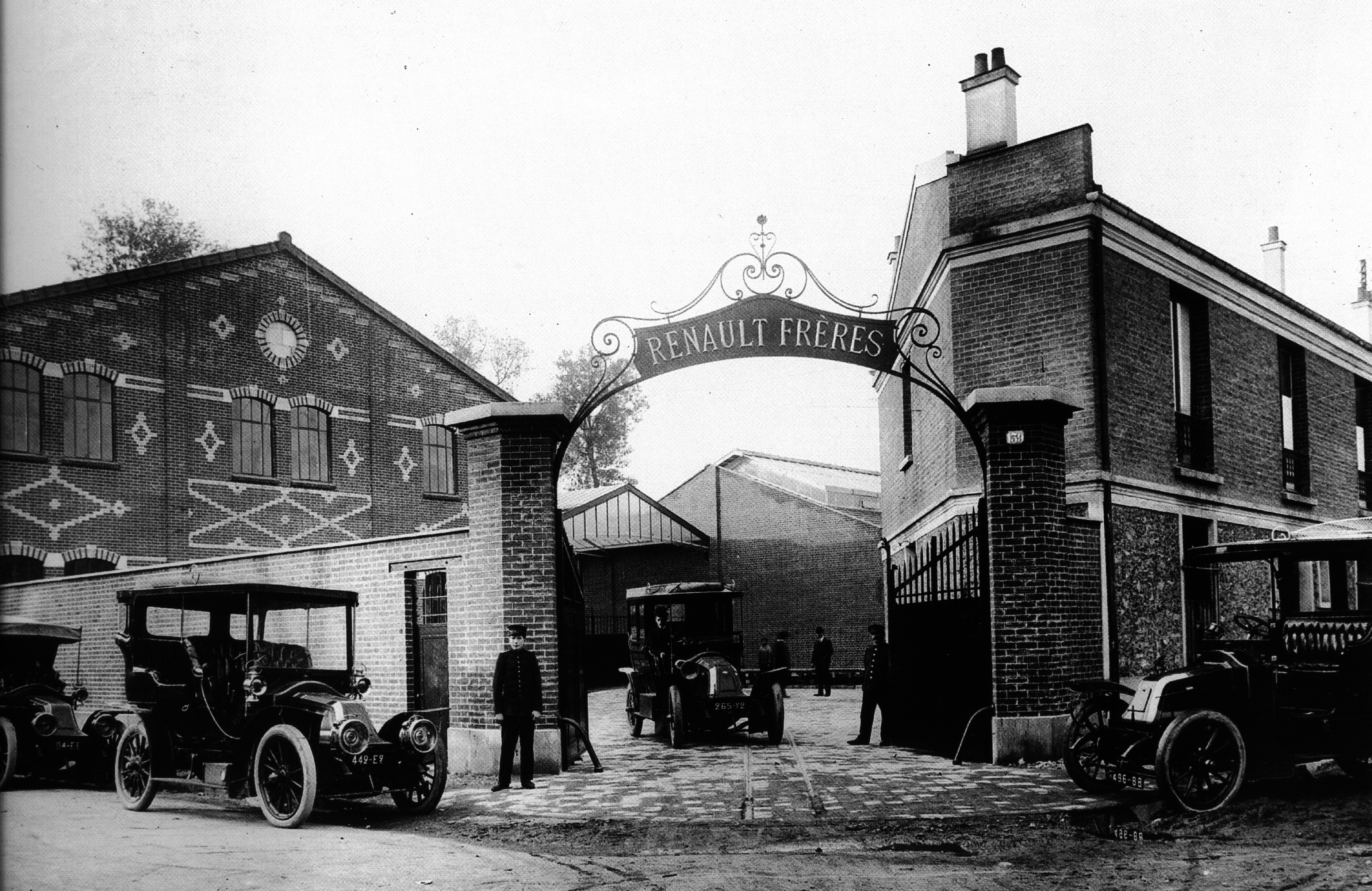
La fábrica de los hermanos Renault

En 1870 a consecuencia de los combates que formaron parte del sitio de París (1870-1871) dentro de la guerra con Prusia, Boulogne quedó arruinado.
À partir de 1880, toda una generación de inventores y pioneros, Étienne-Jules Marey, Henry Kapférer, Robert Esnault-Pelterie, Louis Blériot, Gabriel Voisin, convierte el territorio en un lugar de bulliciosa modernidad, que se concreta en la conversión en un centro mundial de referencia en fotografía gracias a Albert Kahn o en por la producción de cine del Estudio Eclipse; asimismo un intenso proceso de industrialización culmina en las fábricas de aviones Farman, futura Air France, y de 'automóviles Salmson o Renault, que convierte la zona de Billancourt en los años 1970 en el centro de la actividad industrial francesa y en corazón del sindicalismo obrero. 
El esfuerzo de la I Guerra Mundial convierte el sur y suroeste de Boulogne en una gran zona industrial, a la llegada de la paz estas industrias se lanzan a la conquista de los mercados globales. Aunque sigue conservando el elegante barrio del Parque de los Príncipes, Boulogne se convierte en un barrio obrero de acogida para sucesivas inmigraciones. 
Estos dos períodos supusieron una enorme explosión demográfica gracias a la cual alcanzaba, en 1921 los 68 000 habitantes y quince años después, en 1936, los 97 000 habitantes.
Bajo los auspicios de arquitectos como Faure-Dujarric, Le Corbusier, Lurçat, Mallet-Stevens, Niermans, Pingusson, Terry, Wybo oPerret, la ciudad vive en los años 1930, una edad de oro, aún perceptible a día de hoy desde la calle. También residían en Boulogne en aquella época dos grandes pintores de origen extranjero: Marc Chagall y Georges Sabbagh.

## Monumentos, museos y edificaciones relevantes

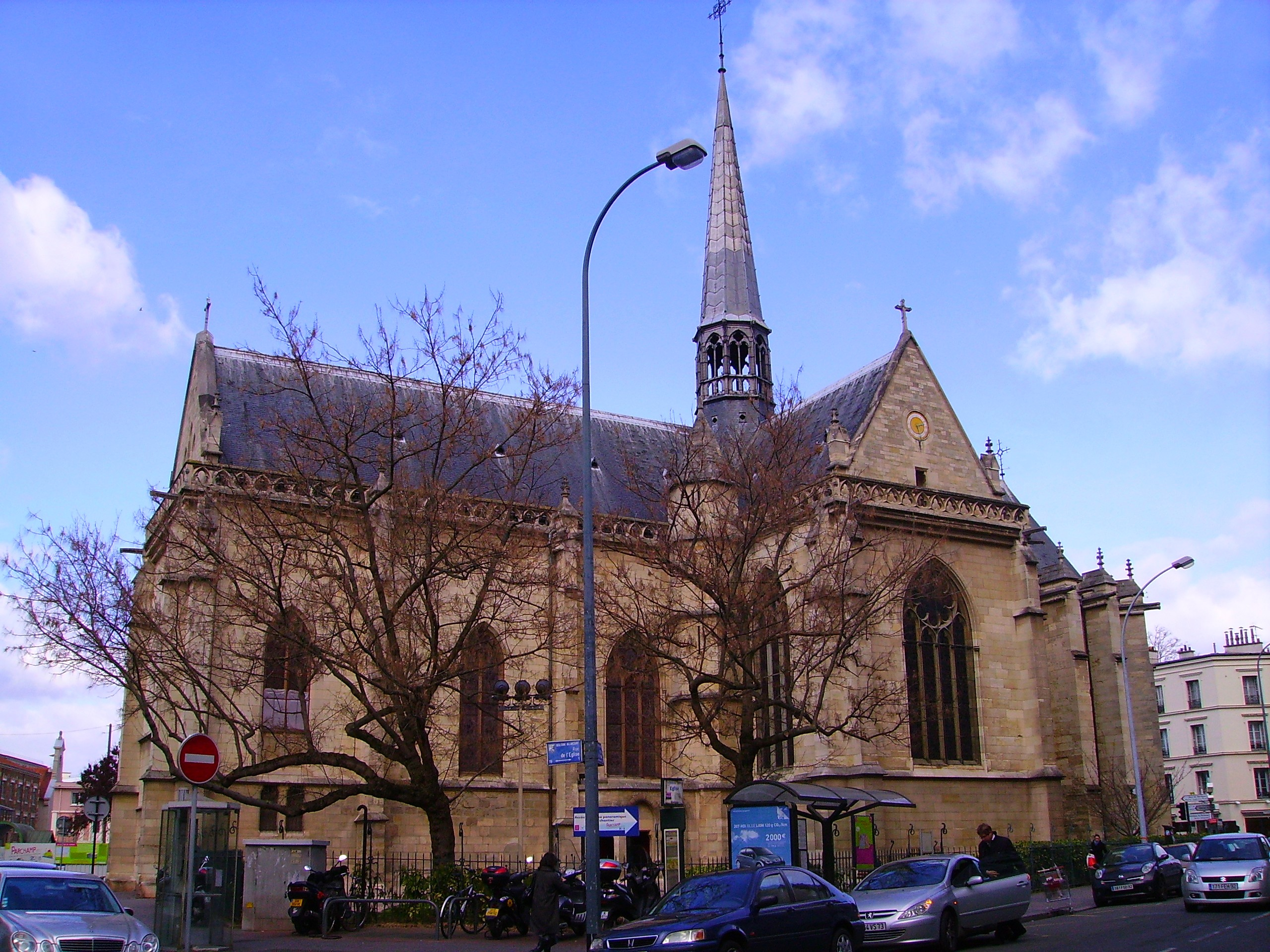
Notre-Dame de Boulogne.

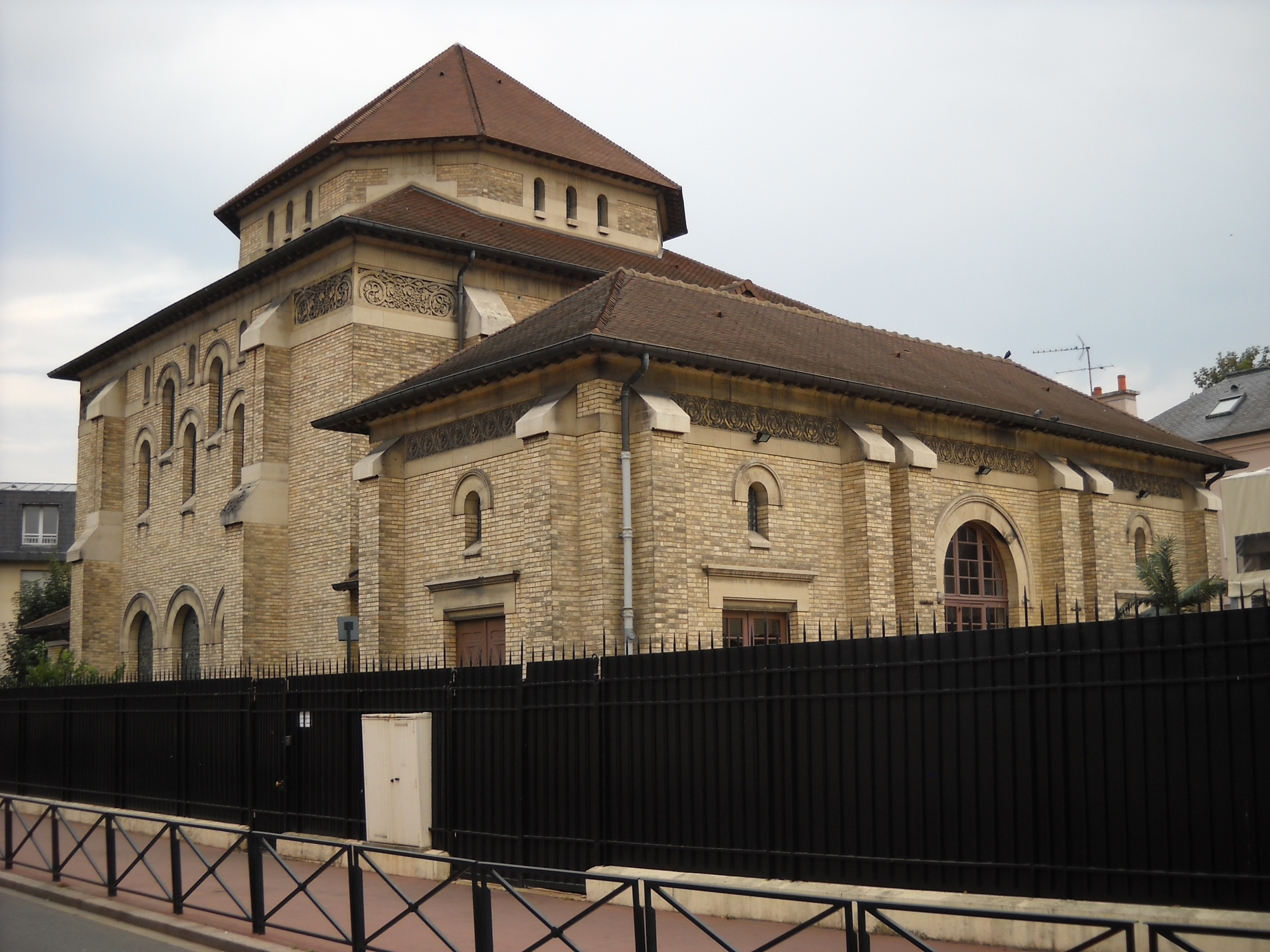
Sinagoga de Boulogne-Billancourt.

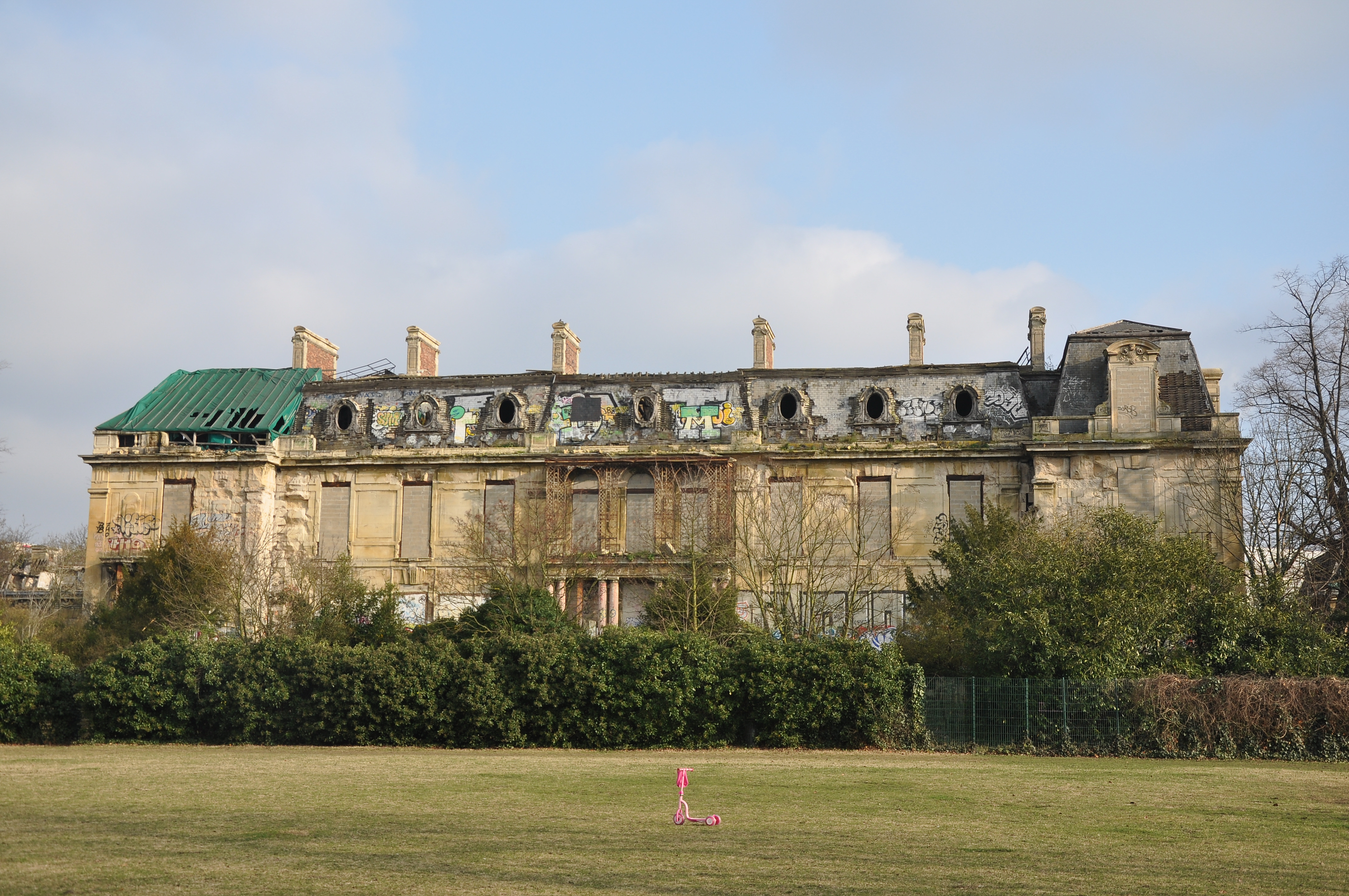
El château Rothschild fue una de las casas más bellas de Francia y el parque uno de los más visitados de Europa.

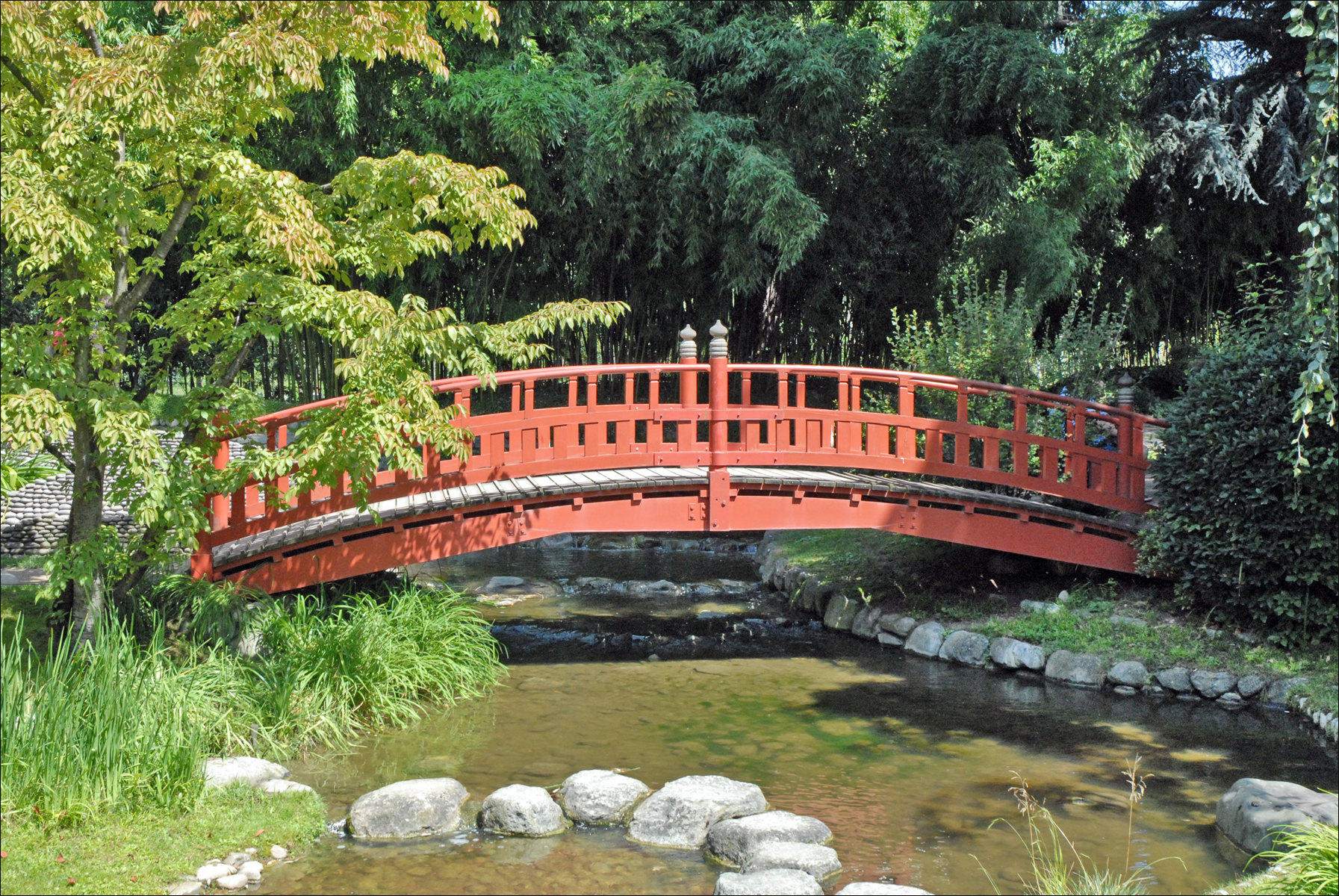
Jardín Albert Kahn, área japonesa

Cinco edificios destacan especialmente en la ciudad:
- La iglesia de Notre-Dame-des-Menús, del siglo XIV, declarada monumento histórico en 1862.
- La sinagoga de Boulogne-Billancourt, declarada monumento histórico en 1986. Su construcción fue financiada por Edmond de Rotschild y se inauguró en 1911.
- El Hôtel de ville de Boulogne-Billancourt, construido en los años 30 y declarado monumento histórico en 1975. Está ubicado en el n.º 26 de la avenida André-Morizet, en pleno centro de la ciudad.
- El Château Rothschild, castillo-palacio construido por el banquero Jean de Rotschild construido entre 1855 y 1861. Arruinado en la II Guerra Mundial por los nazis y dañada seriamente por los americanos.
- La iglesia de San Nicolás, pequeña iglesia ortodoxa construida por rusos blancos hacia 1927 con fondos recaudados entre los trabajadores rusos de la Renault, fue destruida por los aliados en 1943 y reconstruida en parte en 1960. No se finalizó su reconstrucción hasta 2003.

Entre los museos destacan los siguientes:
- Museo Albert-Kahn, que alberga las colecciones de Albert Kahn, bajo el título Les Archives de la Planète que reúne 72 000 fotografías de placa autocroma del período 1909-31, así como 4000 fotografías en blanco y negro y cientos de horas de película. La zona ajardinada data de 1894-1910, y refleja la cultura de los diferentes países en sus diversos aspectos. El archivo contiene unas 600 fotografías de Ávila, Bilbao, Burgos, Córdoba, Granada, León, Santiago de Compostela, Segovia, Sevilla, Toledo, y otros lugares de la península ibérica.
- Museo Paul Belmondo, escultor y padre del actor Jean-Paul Belmondo y del productor de cine Alain Belmondo quienes cedieron una importantísima cantidad de piezas al museo que se ubica en el château Buchillot (siglo XVIII) inscrito como monumento histórico en 1951.
- Museo-jardín Paul-Landowski,[8] situado en el número 14, rue Max-Blondat de Boulogne-Billancourt, en el sitio que ocupó el taller del escultor, donde trabajó hasta su muerte en 1961.
- La biblioteca Marmottan, inscrita como monumento histórico en 1984, es un museo abierto al público que destaca por la documentación que posee del periodo napoleónico.
- El museo Renault, ubicado en un edificio del siglo XIX ubicado en el n.º 27 de la rue des Abondances, consagrado a la figura de Louis Renault, a las participaciones en carreras de Renault, a su acción social y a los desarrollos e inventos de Renault, en especial los de Pierre Bézier.
- El Museo de los Años Treinta, está especializado en objetos artísticos e industriales de la década de 1930, y se encuentra en el Espacio Landowski en el nº28, de la Avenue André-Morizet

## Cine y televisión en Boulogne-Billancourt
La ciudad alojó los Paris-Studio-Cinema, fundados en 1922 y que estuvieron en activo hasta 1992, fecha de su cierre, siendo demolidos en 1993; el primer nombre de estos estudios fue Studio-usine Eclipse (1922-1926) luego se cambió su nombre al de Estudios de Billancourt, para adoptar el nombre final de Paris-Studio-Cinema que mantuvieron hasta su final. La ciudad aún aloja los Estudios de Boulogne, fundados en 1941 y ubicados en la avenida Jean-Baptiste-Clément. Desde 1992 aloja también la sede de TF1 el principal canal de Francia, actualmente privado.
Entre las películas más renombradas filmadas en esta ciudad se pueden citar: Napoleón (Abel Gance, 1927), La pasión de Juana de Arco (Carl Theodor Dreyer, 1928), Un perro andaluz y La Edad de Oro (Luis Buñuel, 1929 y 1930), La Golfa (Jean Renoir, 1931), Fantômas (Paul Fejos, 1932), Madame Bovary (Jean Renoir, 1933), Golgotha (Julien Duvivier, 1935), La gran ilusión (Jean Renoir, 1937), Hôtel du Nord (Marcel Carné, 1938). Esta brillante etapa es interrumpida por la invasión alemana, hasta 1941 no se reanuda la producción, que no recupera su capacidad plena hasta aproximadamente 1949.
A partir de esa fecha se ruedan numerosas películas, destacando las siguientes: Los amantes de Verona (André Cayatte y Jacques Prevert, 1949), Juliette o La llave de los sueños (Marcel Carné, 1951), El Placer y Madame de... (Max Ophüls, 1952 y 1953), Las vacaciones del Sr. Hulot (Jacques Tati, 1953), No tocar la pasta (Jacques Becker, 1954), Las aventuras de Edmundo Dantés (Robert Vernay, 1954), Les Grandes Manœuvres (René Clair, 1955), Almas perversas (Julien Duvivier, 1956), Love in the Afternoon, (Billy Wilder, 1957), Los amantes de Montparnasse (Jacques Becker, 1958), Las raíces del cielo (John Huston, 1958), Los ojos sin rostro (Georges Franju, 1960), Knock (Guy Lefranc, 1958), Los primos (Claude Chabrol, 1959), Paris Blues (Martin Ritt, 1961), Fanny (Joshua Logan, 1961), El día más largo (Ken Annakin, 1962), El Proceso (Orson Welles, 1962), Charada (Stanley Donen, 1963), Topkapi (Jules Dassin, 1964), Cómo robar un millón y... (William Wyler, 1966), La hora 25 (Henri Verneuil, 1967), El ejército de las sombras y Círculo Rojo (Jean-Pierre Melville, 1969 y 1970), India Song (Marguerite Duras, 1975), Chacal y Julia (Fred Zinnemann, 1973 y 1977), El último metro (François Truffaut, 1980), Mélo, Alain Resnais, 1986), La insoportable levedad del ser (Philip Kaufman, 1988).
La serie animada Código Lyoko también se sitúa en esta ciudad, tomando como una de sus localizaciones la antigua fábrica de Renault-Seguin.

## Demografía
Siendo denominada originalmente "la pequeña Boulogne" (por comparación a Boulogne-sur-Mer), la localidad se amplió tras la revolución francesa con terrenos de los alrededores y pasó a llamarse Boulogne-sur-Seine. En 1793 contaba tan sólo con 3600 habitantes. Entre 1851 y 1936 se produce una auténtica explosión demográfica que la transforma en una relevante ciudad de los alrededores de París: pasa de 7602 habitantes a 97 379. La II Guerra Mundial reduce enormemente su población, que no se recupera hasta principios de los años 1960.
| 3 600 | 3 266 | 6 906 | 7 602 | 18 965 | 32 569 | 44 416 | 57 027 | 68 008 | 86 234 | 97 379 | 79 410 | 93 998 | 109 008 | 103 578 | 102 582 | 101 743 | 106 367 | 116 220 | 121 583 |
| Para los censos de 1962 a 1999 la población legal corresponde a la población sin duplicidades (Fuente: INSEE [Consultar]) |       |       |       |        |        |        |        |        |        |        |        |        |         |         |         |         |         |         |         |

## Educación
- École supérieure des sciences commerciales d'Angers

## Ciudades hermanadas
- Almería (España)
- Guang'an (China, desde 2007)
- Hammersmith (Reino Unido)
- Irving (Estados Unidos, desde 1993)
- Marino (Italia)
- Neukölln (Alemania).
- Pancevo (Serbia, desde 1968)
- Raanana (Israel, desde 1996)
- Susa (Túnez, desde 1993)
- Zaandam, Países Bajos)